# Altiero Spinelli
Pour les articles homonymes, voir Spinelli.
Altiero Spinelli, né le 31 août 1907 à Rome (Latium) et mort le 23 mai 1986 dans la même ville, est un homme politique italien, partisan du fédéralisme européen. Journaliste, jeune militant communiste et anti-fasciste, il est condamné en 1927, sous le régime de Benito Mussolini, à 16 ans de prison. Il est déporté sur l'île de Ventotene où il rédige un manifeste pour l'Europe unie. Il est parfois cité parmi les Pères fondateurs de l'Union européenne en raison de son influence sur l'intégration européenne après-guerre.
Fondateur du Mouvement fédéraliste européen en 1943, puis cofondateur de l'Union des fédéralistes européens, il est plus tard membre de la Commission européenne, puis du premier Parlement européen élu au suffrage universel direct en 1979.
Altiero Spinelli est l'un des promoteurs d'un projet de traité sur l'Union européenne adopté par le Parlement européen en 1984. Ce projet de relance de la construction européenne par des mesures politiques dans une dynamique fédéraliste est modifié par la Commission européenne, présidée alors par Jacques Delors. La Commission prônait, une fois de plus dans l'histoire de la construction européenne, une relance par des mesures économiques. Ces tergiversations donnent naissance à l'Acte unique européen.
Il est le père de la journaliste et écrivaine Barbara Spinelli.

## Biographie

### Jeunesse
Altiero Spinelli naît à Rome le 31 août 1907. Son père, Carlo Spinelli, travaille dans le commerce du chocolat tandis que sa mère, Maria Ricci, est institutrice dans une école primaire. Son père, socialiste convaincu, l'initie à la politique,. Sa mère sera décrite par Spinelli comme une socialiste « de deuxième génération », moins passionnée que son mari,. Du fait de l’anticléricalisme de son père, il reçoit une éducation non-religieuse.
Après qu'il eut défendu son père qu'il entendait insulter par un camarade de classe arborant les insignes fascistes, Carlo Spinelli l'initie au socialisme. Cependant, le pacifisme des socialistes, qui selon lui se bornent à dénoncer l'inaction de l’État dans la prévention des violences politiques, et leur manque d'organisation face aux abus de pouvoirs des fascistes le mène à s'intéresser au mouvement communiste.

### Début en politique
Il rejoint le Parti communiste italien (PCI) en 1924,. À cette date, deux ans après la marche sur Rome, les Fascistes n'avaient pas encore tous les pouvoirs mais se trouvaient en position dominante, forçant ainsi les opposants à la clandestinité. Cette période marque aussi la rencontre de Battistina Pizzardo, dite « Tina », qui contribuera au développement de sa pensée politique en « [le libérant] de sa volonté de domination ».
Benito Mussolini réduira davantage les libertés civiles en 1924. Il devient alors journaliste contestataire. Le 3 juin 1927, il est arrêté dans une crèmerie du quartier de Porta Venezia à Milan. Il passera dix ans en prison suivis de six ans d'isolement.

### Incarcération
Il restera 10 ans emprisonné à Lucques, Viterbe et Civitavecchia. Devant être libéré en 1937, sa libération sera repoussée et il sera isolé (le confino, c'est-à-dire dans des endroits isolés) à Ponza au printemps 1937 puis à partir de juin 1939 sur l'île de Ventotene dans le golfe de Gaète avec 800 autres dissidents hostiles au régime fasciste.

#### Période d'emprisonnement: rejet progressif de la pensée communiste
Un des prisonniers que côtoyait Altiero Spinelli était un suisse, nommé Hoffmann, incarcéré pour avoir lutté contre le fascisme. Ce dernier avait pu obtenir, avec l'aide du Consul suisse, que des livres lui soient prêtés. En dépit du fait qu'il lui était interdit de les prêter, ce dernier désobéit et Spinelli put se familiariser avec la doctrine marxiste. Ces lectures l'éloignèrent finalement de la pensée communiste et marxiste. Spinelli, correspondant avec deux autres militants, Vodopivec et Mauro Scoccimarro (situés dans d'autres cellules), reçut le conseil suivant : « quand les abîmes du doute et de l’incertitude s’ouvraient […], ils fermaient les yeux parce que le Parti leur demandait de croire ». Spinelli rejette cela et écrivit : « si moi aussi j'avais été communiste pour un besoin de croire, j’aurais peut-être réussi à obliger mon esprit à obéir […]. Mais dans le pacte secret que j’avais conclu avec le Parti, il n’y avait pas écrit la renonciation à l’autonomie et à la liberté absolue de ma pensée »,.
À cette opposition doctrinale vient s'ajouter une opposition politique lorsque le PCI, alors dirigé par Luigi Longo et Pietro Secchia, subit l'influence soviétique et adopte « des positions totalitaires et antihumaines ». L'expulsion du PCI se concrétise en 1937, peu de temps après son arrivée à Ponza.

#### Confinoà Ponza puis Ventotene: le Manifeste de Ventotene
En juin 1941, Altiero Spinelli et Ernesto Rossi rédigent un « Manifeste pour une Europe libre et unie », aujourd'hui connu sous le nom de « Manifeste de Ventotene ». Pour garder le secret et faute de papier, il est écrit sur du papier à cigarettes qui sera caché dans le faux fond d'une boîte en fer.
Le Manifeste met en cause l’État national et le considère comme étant la cause de la Seconde Guerre mondiale. Il indique que la priorité stratégique pour les progressistes doit être la lutte pour la fédération européenne plutôt que la transformation de l’État national.
Le Manifeste circulera clandestinement dans la Résistance italienne et sera adopté comme programme du Mouvement fédéraliste européen (MFE) que Spinelli fonda les 27-28 août 1943 à Milan après sa libération. Le Manifeste a plus tard été publié dans plusieurs langues.

### Fin de la guerre

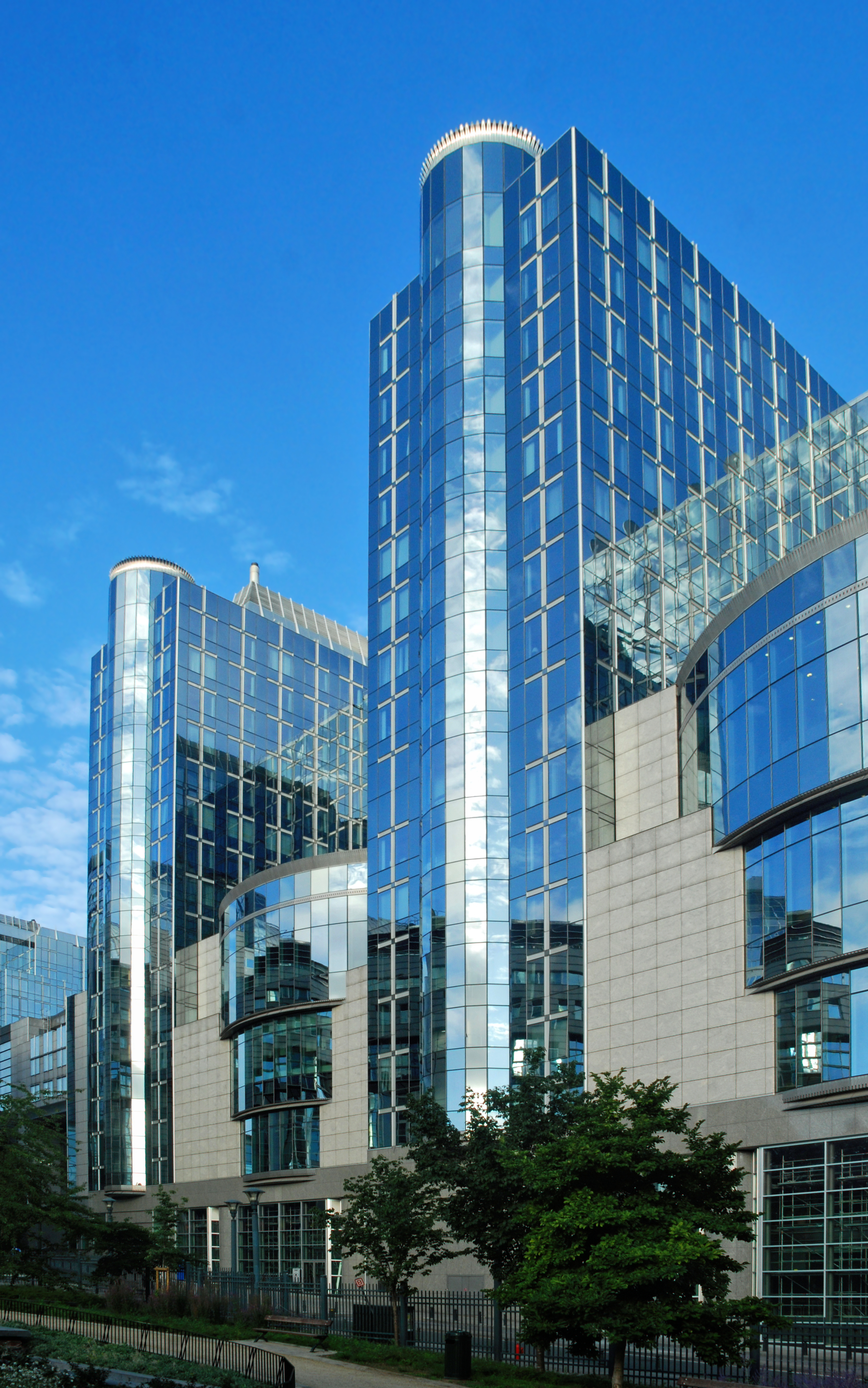
Parlement européen : arrière du bâtiment Altiero-Spinelli (Atelier d'architecture de Genval - 1987-2004).

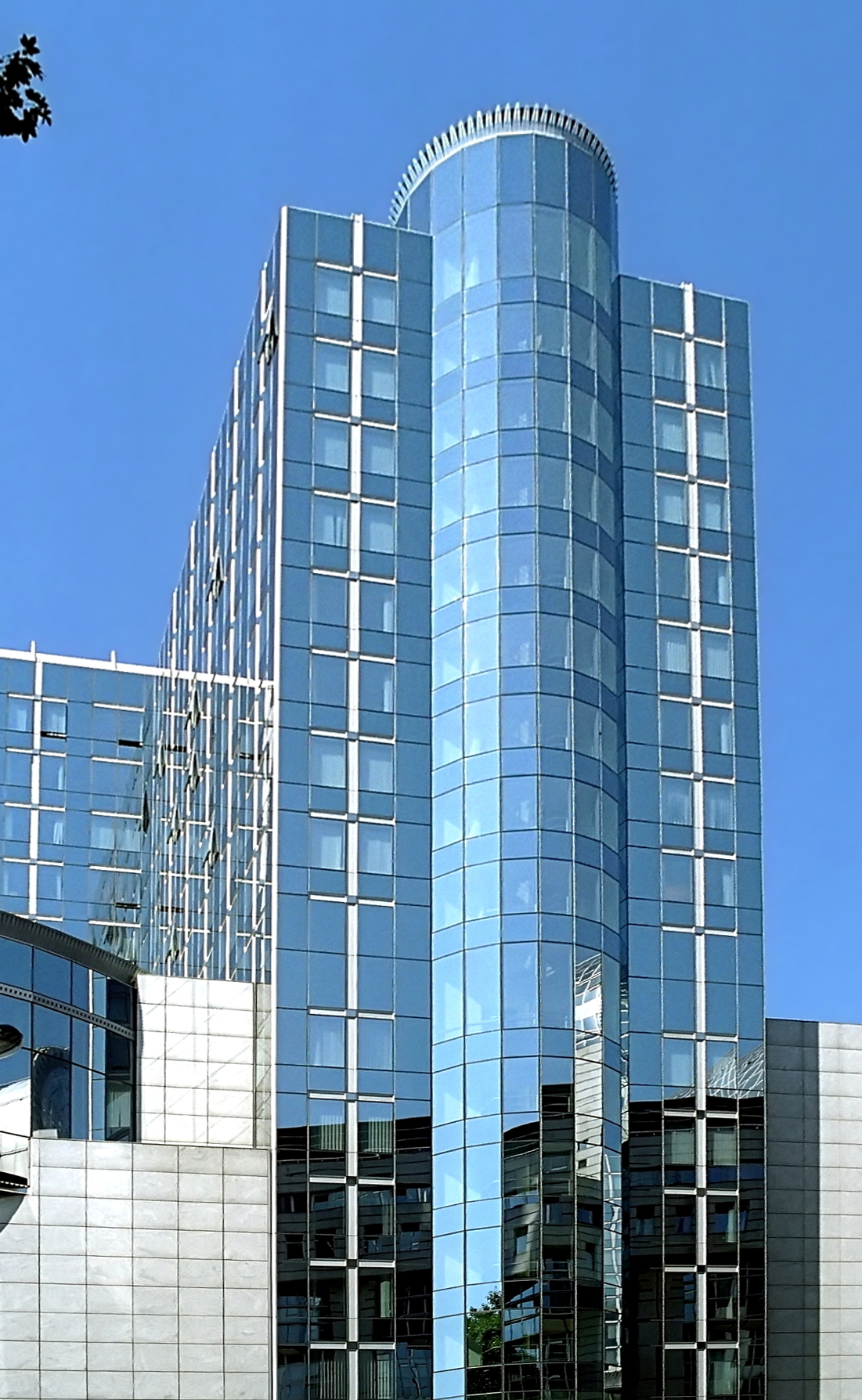
Parlement européen : bâtiment Altiero-Spinelli.

En 1944, Altiero Spinelli fait partie des délégués de différents mouvements nationaux de résistance qui se réunissent chez le pasteur et théologien néerlandais Willem Visser 't Hooft à Genève pour rédiger puis adopter la Déclaration des résistances européennes. Parallèlement, Spinelli reste engagé en politique et adhère au Parti d'action mi-1944 où il participe au secrétariat et dirige plusieurs publications. Il y reste jusqu'à 1946.

### Période de la construction européenne
Altiero Spinelli participe aux efforts en vue de lancer la construction européenne dans l'après-guerre. Il participe notamment au Congrès de La Haye et à la création de l'Union des fédéralistes européens en 1946, à laquelle le MFE adhère comme section italienne.
En 1951, il conseille Alcide De Gasperi lors de la négociation du traité de Communauté européenne de défense dont l'article 38 prévoit que l'assemblée parlementaire fera une proposition de Communauté politique. En 1962, il devient secrétaire général du MFE.
Au sein du mouvement fédéraliste il prône une orientation à gauche du mouvement, qui s'oppose à l'époque notamment au gaullisme au pouvoir en France. En Italie, il devient conseiller de Pietro Nenni et député de 1976 à 1983. En 1970, Spinelli devient membre de la Commission européenne chargé de la politique industrielle et de la recherche. Il occupera cette fonction jusqu'en 1976.
Membre de l'Assemblée parlementaire européenne (1976-1979), il est élu apparenté communiste du premier Parlement européen désigné au suffrage universel en 1979, il fonde le Club du Crocodile, un groupe d'eurodéputés se réunissant dans le restaurant strasbourgeois du même nom. Ce groupe agit, conformément au slogan « Nous avons voté qui va gouverner ? », afin que le Parlement fasse une proposition de type constitutionnel pour relancer la construction européenne. Spinelli devient rapporteur de la Commission institutionnelle qui propose un projet de traité d'Union européenne adopté le 14 février 1984 par le Parlement européen. Spinelli est réélu en 1984.

### Décès
Décédé le 23 mai 1986, Altiero Spinelli est enterré sur l'île de Ventotene en présence de nombreuses personnalités dont Jacques Delors, alors président de la Commission européenne. L'Institut Spinelli y organise chaque année un séminaire de formation.

## Hommages
Aujourd'hui, l'une des ailes du bâtiment principal, le bâtiment Altiero-Spinelli (ASP), du Parlement européen (Espace Léopold) à Bruxelles porte son nom, l'autre aile portant celui de Paul-Henri Spaak.